# Mio padre e io
Mio padre e io (My father and Myself) è un'autobiografia postuma, pubblicata nel 1968, di Joe Randolph Ackerley. L'opera, unita a quella scritta da Diana Petre, sorellastra dell'autore, è alla base di Secret Orchards, film per la TV del 1979.

## Trama
L'autore ricostruisce la vita del padre intrecciandola con la propria autobiografia. La figura di Roger Ackerley si fa progressivamente più chiara mentre i suoi segreti vengono svelati al lettore in concomitanza con le tappe più importanti dell'esistenza del figlio. In questo senso il percorso di crescita, gli eventi traumatici quali la partecipazione alla prima guerra mondiale, la scoperta della propria omosessualità e la convivenza con essa, il travaglio psicologico-esistenziale di Joe coincidono con il progressivo aprirsi della doppia vita del genitore. Si scopre così che l'uomo era malato di sifilide sin da giovane e che non aveva mai voluto contrarre matrimonio (e dunque stabilizzare la propria situazione familiare) in quanto aveva una seconda famiglia segreta con una donna che gli aveva dato tre figlie. 
Il difficile rapporto padre-figlio, arduo soprattutto per il secondo, bloccato da una serie di scrupoli e paure, viene analizzato sotto la luce dell'ironia e del rimpianto di non aver speso meglio il tempo insieme. L'opera è un memoriale particolare, in quanto numerosi sono i casi di amnesia ammessi dall'autore, mentre la narrazione si apre ad accogliere nuovi e diversi personaggi come il fratello maggiore, gli zii o i diversi amanti che ne costellano la vita.

## Edizioni italiane
Mio padre e io, traduzione di A. Busi e G. Arborio Mella, Adelphi, Milano 1981.